# ویلسینگ (دهانه)
ویلسینگ یک دهانه برخوردی در ماه‌ است.

## دهانه‌های اقماری
این دهانه ۹ دهانه اقماری دارد.
| Wilsing | عرض جغرافیایی | طول جغرافیایی | قطر          |
| ------- | ------------- | ------------- | ------------ |
| C       | ۱۹.۰° S       | ۱۵۳.۰° W      | ۳۳.۰ کیلومتر |
| D       | ۲۰.۰° S       | ۱۵۲.۶° W      | ۱۵.۰ کیلومتر |
| R       | ۲۲.۵° S       | ۱۵۷.۵° W      | ۲۴.۰ کیلومتر |
| U       | ۲۰.۶° S       | ۱۵۸.۹° W      | ۲۶.۰ کیلومتر |
| T       | ۲۱.۳° S       | ۱۵۹.۹° W      | ۱۹.۰ کیلومتر |
| W       | ۱۸.۵° S       | ۱۵۹.۸° W      | ۳۶.۰ کیلومتر |
| V       | ۲۰.۵° S       | ۱۵۸.۲° W      | ۵۱.۰ کیلومتر |
| X       | ۱۷.۴° S       | ۱۵۷.۴° W      | ۲۳.۰ کیلومتر |
| Z       | ۲۰.۹° S       | ۱۵۵.۲° W      | ۳۰.۰ کیلومتر |